# Українська федерація ґо
Українська федерація ґо (бадук, вейчі) — всеукраїнська громадська неприбуткова організація, яка є українською спортивною федерацією з виду спорту  ґо існує з 1975 року, з 1990 року офіційно визнана. Відповідає за розвиток ґо на території України, зокрема за проведення Чемпіонатів України з ґо та інших великих всеукраїнських змагань.

## Інформація про організацію
Щорічно УФГО проводить Чемпіонати України з го (включаючи жіночий, юнацький, парний чемпіонати), Кубок України. Також УФГО забезпечує перерахунок рейтингів українських гравців, веде облік та присвоєння спортивних розрядів та звань, а також суддівських категорій. УФГо є членом Міжнародної федерації го та Європейської федерації го.

## Ґо в Україні
Ґо в Україні розвивається із середини 1970-х, завдяки зусиллям ентузіастів-любителів. Створено Українську федерацію ґо, Кримську федерацію ґо, проводяться чемпіонат України, кубок України, турнір Український мейдзін, турнір на кубок посла Японії та інші. Клуби ґо є в Києві, Одесі, Рівному, Сімферополі, Севастополі, Донецьку, Харкові, Дніпрі, Кривому Розі, Миколаєві, Тернополі й у інших містах. Українські представники на чемпіонатах Европи часто займають призові місця. У 2013 року Артем Качановський посів на чемпіонаті світу серед любителів третє місце. 
```
  Першим українським професіональним гравцем у ґо стала 2012 року 
Марія Захарченко
, яка отримала перший професійний дан у Кореї.
```

В юнацьких чемпіонатах Європи українські спортсмени часто займають призові місця та здобувають путівки на юнацькі чемпіонати світу. 
2023 - Овсієнко Всеволод (4 дан) - вчетверте cтав чемпіоном Європи(U16)!
Найвищі досягнення українських гравців на юнацьких чемпіонатах світу: 2003 — 4 місце у віковій категорії до 12 років (Артем Качановський).

## ІСТОРІЯ Го в містах України - ПЕРША ХВИЛЯ (1975 - 1985 р.р.).
Після публікації циклу «Школа Го» Асташкіна та Нілова, у кількох містах України з'явилися гурти та клуби ентузіастів Го. Не було комплектів, підручників, тренерів, не було грошових призів, а всі поїздки на змагання оплачували ми самі… Була лише безкорислива любов до гри, бажання збагнути її таємниці. Саме такими були представники першої хвилі.
Основними центрами були Київ, Дніпропетровськ, Харків, Львів, Кривий Ріг та Крим. У Дніпропетровську найсильнішими були Володимир Михайловський, Костянтин Лопатенко, Володимир Обловатний та Григорій Поташников. 
У Харкові – Сергій Вілкомир, О.Улановський, В.Куренний, Віктор Мотузко, Шило, та (пізніше) Віктор Литвин та Михайло Ковальов. 
У Кривому Розі – Олександр Вдовін (до речі, який мав спортивне звання кандидата у майстри спорту з легкої атлетики). 
У Львові була велика група на чолі з Луцивим та Юрієм Яструбом (пізніше з'явилася дівчина, що сильно грає – Ірина Данильченко). 
У Криму завдяки зусиллям Костянтина Вознікова виник, мабуть, найбільший за чисельністю центр українського Го. Згодом там і сильні гравці з'явилися: Ігор Бакулін (4 дан) та Олег Жваколюк (2 дан).
Два найсильніші гравці України були у Києві. Аркадій Богацький та Юрій Плющ займали найвищі місця і в Україні, і на всесоюзних змаганнях. І в Києві іншим гравцям, а їх було чимало (Андрій Лапшин, Олександр Яценко, В.Райко, О.Кундич та інші), тривалий час не вдавалося поставити їхнє лідерство під сумнів

## Перший Всесоюзний фестиваль Го (1976 рік м.Ленінград)
На фестиваль приїхало близько ста шанувальників Го СРСР. 
Першим турніром фестивалю став турнір на дошці 13х13 за олімпійською системою. Юрій Плющ (Київ) пробився до півфіналу, де програв Миколі Михайлівському (Дніпропетровськ), який у фіналі переміг іншого представника Дніпропетровська – Володимира Обловатного та став переможцем. Потім був основний турнір. Також відбувся матч між командами Ленінграда та найкращими гравцями інших міст СРСР на 10 дошках.

## Київ
У 1986 р. Юрій Плющ разом із Олександром Явичем зареєстрували Київську федерацію Го. Олександр Явич стає ії першим президентом. 

## Президенти УФГО
1. Володимир Платонов - Президент Української федерації ґо 1992-1996 рр
2. Аркадій Богацький - Президент Української федерації ґо 1996–2003 рр
3. Дмитро Яценко - виконуючий обов'язки Президента Української федерації ґо 2004-2005 рр 
4. Василь Скочко - Президент Української федерації ґо 2006-2008 рр
5. Дмитро Яценко - Президент Української федерації ґо 2008-2023 рр

### Чемпіони України
| Рік  | Чемпіон                | Ранг (дан) | Спортивне звання | Місто      |
| ---- | ---------------------- | ---------- | ---------------- | ---------- |
| 2023 | Всеволод Овсієнко      | 5 дан      | МСУ              | Київ       |
| 2022 | Валерій Крушельницький | 6 дан      | МСУ              | Рівне      |
| 2021 | Жураковський, Богдан   | 6 дан      | МСУ              | Рівне      |
| 2020 | Валерій Крушельницький | 5 дан      | МСУ              | Рівне      |
| 2019 | Артем Качановський     | 2 про дан  | МСУМК            | Київ/Рівне |
| 2018 | Артем Качановський     | 1 про дан  | МСУМК            | Київ/Рівне |
| 2017 | Артем Качановський     | 1 про дан  | МСУМК            | Київ/Рівне |
| 2016 | Артем Качановський     | 1 про дан  | МСУМК            | Київ/Рівне |
| 2015 | Андрій Кравець         | 6 дан      | МСУ              | Київ/Рівне |
| 2014 | Артем Качановський     | 7 дан      | МСУМК            | Київ/Рівне |
| 2013 | Артем Качановський     | 7 дан      | МСУМК            | Київ/Рівне |
| 2012 | Андрій Кравець         | 5 дан      | МСУ              | Київ/Рівне |
| 2011 | Артем Качановський     | 7 дан      | МСУМК            | Київ/Рівне |
| 2010 | Артем Качановський     | 6 дан      | МСУМК            | Київ/Рівне |
| 2009 | Артем Качановський     | 6 дан      | МСУ              | Рівне      |
| 2008 | Богдан Жураковський    | 5 дан      |                  | Київ/Рівне |
| 2007 | Дмитро Богацький       | 6 дан      | МСУМК            | Київ       |
| 2006 | Сергій Рідзель         | 5 дан      |                  | Одеса      |
| 2005 | Сергій Рідзель         | 5 дан      |                  | Одеса      |
| 2003 | Дмитро Богацький       | 6 дан      | МСУМК            | Київ       |
| 2002 | Дмитро Богацький       | 6 дан      | МСУМК            | Київ       |
| 2001 | Дмитро Богацький       | 6 дан      | МСУ              | Київ       |
| 2000 | Михайло Гальченко      | 5 дан      |                  | Київ       |
| 1999 | Дмитро Богацький       | 6 дан      | МСУ              | Київ       |
| 1998 | Аркадій Богацький      | 5 дан      | МСУ              | Київ       |
| 1997 | Дмитро Богацький       | 6 дан      | МСУ              | Київ       |
| 1996 | Дмитро Яценко          | 5 дан      |                  | Київ       |
| 1995 | Дмитро Яценко          | 5 дан      |                  | Київ       |
| 1994 | Дмитро Яценко          | 5 дан      |                  | Київ       |
| 1993 | Юрій Лєдовськой        | 6 дан      |                  | Харків     |
| 1992 | Юрій Плющ              | 5 дан      | МСУ              | Київ       |
| 1991 | Вишневський В.В.       | 4 дан      |                  | Львів      |
| 1990 | Юрій Лєдовськой (УССР) | 6 дан      |                  | Харків     |

На перших Всесвітніх іграх з розумових видів спорту, які відбулися в 2008 році в Пекіні, збірна України в командних змаганнях пробилася у чвертьфінал, де програла команді Китаю, складеній із професіоналів найвищого рівня.